# Actio de peculio et de in rem verso
L'actio de peculio era un'actio adiecticia qualitatis con la quale il dominus (nel diritto romano colui che esercita la proprietà, o il padrone di uno schiavo) sarebbe stato responsabile non soltanto limitatamente al peculio originario, ma nei limiti di quanto esso si fosse incrementato in base alla gestione peculiare. La sua origine risale intorno al II secolo a.C., ad opera di un editto pretorio che introdusse anche l'actio quod iussu.
Tale azione esigeva che si procedesse alla stima del peculio, il cui importo si calcolava al netto dei debiti naturali contratti dal servo (o filius familias) con il proprio padrone (o pater familias), poiché questi veniva considerato, nei confronti del proprio servo, un creditore privilegiato (a differenza che nell'actio tributoria), mentre i terzi creditori, dal canto loro, venivano soddisfatti alla spicciolata sino ad esaurimento del peculio.